# Katastrofa lotu Cubana de Aviación 389
Katastrofa lotu Cubana 389 wydarzyła się 29 sierpnia 1998. Tupolew Tu-154-M należący do linii Cubana de Aviación i lecący z Quito do Guayaquil z 91 osobami na pokładzie, rozbił się wkrótce po rozpoczęciu startu. W katastrofie zginęło 70 osób (w tym 10 na ziemi). Spośród pasażerów samolotu ocalało 21 osób, nie przeżył żaden z 14 członków załogi.
Tupolew Tu-154-M miał 13 lat i wylatane 9256 godzin. Feralnego dnia samolot odbywał lot nr 389 z Quito na Hawanę z międzylądowaniem w Guayaquil. Piloci mieli problem z samolotem jeszcze na płycie postojowej. Podczas uruchamiania pierwszego silnika doszło do zablokowania zaworu pneumatycznego. Problem został naprawiony i dwa silniki uruchomiono korzystając z zasilania lotniskowego. Trzeci silnik uruchomiono, kiedy samolot kołował na pas startowy. Po otrzymaniu zgody na start Tupolew zaczął rozpędzać się po pasie startowym. Po osiągnięciu prędkości, przy której koło przedniego podwozia powinno oderwać się od ziemi – dziób samolotu nie uniósł się. Po 10 sekundach załoga podjęła decyzję o przerwaniu startu. Kiedy włączono hamulce, do końca pasa pozostało 800 metrów. Samolot zjechał z pasa na pobliskie boisko do piłki nożnej omijając osiedle mieszkaniowe.
Przypuszcza się, że załoga w związku z problemami z uruchomieniem silnika zapomniała przełączyć przełącznik hydraulicznego systemu sterowania i to było przyczyną katastrofy.

## Pasażerowie i załoga
| Państwo   | Pasażerowie | Załoga | Razem |
| --------- | ----------- | ------ | ----- |
| Ekwador   | 53          | –      | 53    |
| Kuba      | 17          | 14     | 31    |
| Chile     | 2           | –      | 2     |
| Włochy    | 2           | –      | 2     |
| Argentyna | 1           | –      | 1     |
| Hiszpania | 1           | –      | 1     |
| Jamajka   | 1           | –      | 1     |
| Razem     | 77          | 14     | 91    |